# Isótopos de hélio
Os Isótopos do Hélio são variantes do elemento químico Hélio.
Enquanto que, todos os isótopos do Hélio compartilham o mesmo número de protões, cada isótopo difere-se dos outros pelo seu número de neutrões.
O hélio possui 9 Isótopos:

## Hélio-2 (diprotão)
2He, também conhecido como diprotão, é um isótopo extremamente instável de hélio que é constituído por dois prótons sem quaisquer neutrons.
Em 2000 no JINR, Rússia, feixes de núcleos de 6He colidiram com hidrogénio criogénico numa tentativa de produzir 5He. Descobriu-se que o núcleo 6He pode doar todos os seus quatro neutrões para o hidrogénio.
Os dois protões restantes foram simultaneamente ejectados, formando-se um núcleo de 2He, que rapidamente se deteriorou em dois protões.
Uma reacção semelhante foi também observada a partir de núcleos 8HE colidindo com hidrogénio.

## Hélio-3
Um átomo de hélio-3 contém dois protões, um neutrão e dois electrões. Existe apenas uma pequena quantidade de 3He na Terra (0.000137%), presente desde a formação da Terra. Quantidades menores são produzidas pelo decaimento beta do trítio. No entanto, em estrelas 3He é mais abundante, pois é um produto de fusão nuclear. Para que ocorra fusão de hélio-3, este tem que ser arrefecido a uma temperatura de 0,0025 K

## Hélio-4
Um átomo de hélio-4 contém dois protões, dois neutrões e dois electrões
É o isótopo mais comum de hélio, é produzido na Terra por decaimento alfa de elementos radioactivos pesados, as partículas alfa que surgem são iões de núcleos 4He.
4He foi formado em enormes quantidades durante nucleossíntese do Big Bang.
O hélio terrestre é composto quase exclusivamente por este isótopo (99,99986%).
O seu ponto de ebulição é 4.2 K é o ponto mais baixo de qualquer substância conhecida. Apena se solidifica com pressões acima de 25 atmosferas, onde seu ponto de fusão é de 0,95 K.

## Hélio-5
Um átomo de hélio-5 contém dois protões, três neutrões e dois electrões
O isótopo de Hélio com a vida mais curta é o hélio-5 com uma semivida de 7,6 × 10-22 segundos.

## Hélio-6
Um átomo de hélio-6 contém dois protões, quatro neutrões e dois electrões
O Hélio-6 decai emitindo uma partícula beta e tem uma meia-vida de 0,8 segundo.

## Hélio-7
Um átomo de hélio-7 contém dois protões, cinco neutrões e dois electrões
O Hélio-7 também emite uma partícula beta, bem como um raio gama.

## Hélio-8
Um átomo de hélio-8 contém dois protões, seis neutrões e dois electrões.
Este isótopo, bem como o hélio-6, poderão consistir num núcleo de hélio-4, rodeado por uma "auréola" de neutrões (contendo dois neutrões de 6He e quatro neutrões de 8He).

## Hélio-9
O Isótopo de hélio-9, com dois protões e sete neutrões, foi confirmado.

## Hélio-10
O Isótopo de hélio-10, com dois prótons, oito nêutrons e dois elétrons, também foi confirmado.
10He, apesar de ser um isótopo duplamente mágico, tem uma meia-vida muito curta.